# Малайська бійцівська
Малайська бійцівська (англ. Malay chicken) - бійцівська порода курей, що з'явилася в Європі близько 200 років тому.

## Історія
Приблизно з 1830 року до Англії було імпортовано великі мисливські кури, де вони стали популярними та вибірково були виведені англійськими заводчиками. Деякі кури були імпортовані з  Малайського півострова, інші з  Деканского плоскогір'я в Індії 

## Продуктивність
Півні важать до 6 кг, а кури до 4,2 кг. Самиці за рік відкладають близько сотні яєць, але по 70 г кожне.
Курей цієї породи розводять для півнячих боїв.